# 伊斯兰国际旅
伊斯兰国际旅，是建立在1998年的伊斯兰聖战者组织。人数1000-3000人。
成员多数是来自达吉斯坦的阿瓦尔人与达尔金人，也有阿拉伯人、車臣人与土耳其人。他们的领袖是伊本·哈塔卜与沙米尔·巴萨耶夫，他们是为了參加第二次車臣战争来到俄罗斯。两个领袖在2002年与2006年死后他们也散伙。